# 卡罗琳娜·克吕夫特

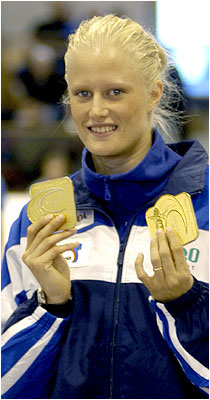
卡罗琳娜·艾夫林·克吕夫特

卡罗琳娜·艾芙琳·克吕夫特（瑞典語：Carolina Evelyn Klüft，1983年2月2日—），瑞典女子田径运动员，主项为七项全能、跳远和女子五项全能。至今为止，克吕夫特获得过一枚奥运会金牌，三枚世界田径锦标赛金牌和两枚欧洲田径锦标赛金牌。她是世界上最好的女子田径运动员之一，从2002年9月16日起，她的七项全能积分排名一直是世界第一。
在国际比赛中，她也是瑞典4 x 100米接力选手之一。

## 生平
卡罗琳娜·克吕夫特出生于瑞典西约塔兰省布罗斯，在韦克舍长大，如今她的父母和三个姐妹仍旧住在那里。她自己和男友瑞典撑竿跳高运动员帕特里克·克里斯蒂安松一起住在卡尔斯克鲁纳。
克吕夫特从小就显示出在田径的天赋。2000年在智利圣地亚哥举行的第八届世界青年田径锦标赛上，年仅17岁的克吕夫特就夺得了金牌。两年后，在牙買加京斯敦举行的第九届世界青年田径锦标赛上，克吕夫特更是以6,470的成绩打破了该项目的世界青年纪录。不到一个月后的欧洲田径锦标赛上，她将该记录提高到6,542分。她的五项全能最好成绩4948分也是该项目有史以来第二好成绩。
在七项全能的各个项目中，克吕夫特的跳跃类项目成绩最好，短跑和跨栏成绩也不错。她的投掷类项目和800米的成绩也在稳步提高，几乎没有弱项。
从2002年9月16日起，克吕夫特的七项全能积分排名一直是世界第一，长达四年以上。这个时期，她夺得了所有她参加的七项全能和五项全能比赛冠军。2004年雅典奥运会克吕夫特以绝对优势夺得了七项全能金牌。2005年夺得欧洲室内田径锦标赛冠军后，她实现了该项目奥运会、（室内和室外）、欧锦赛（室内和室外）的大满贯，当时她年仅22岁，也是所有获得这五项冠军的田径运动员中最年轻的选手。
在训练和比赛之余，克吕夫特还是韦克舍大学的学生，主修和平和发展。
2008年夏季奧林匹克運動會，她不會參加七項全能比賽，改為參加跳遠及三級跳的比賽，結果空手而回。

## 轶事
英国七项全能运动员凯丽·索瑟顿是她的好友。

## 奖项
2003年，克吕夫特和瑞典三级跳远名将克里斯蒂安·奥尔松双双当选欧洲年度最佳田径运动员。
2006年，克吕夫特再度获得欧洲年度最佳田径运动员，也是第一位两次获得该奖项的女运动员。

## 国际比赛成绩

### 七项全能
- 奥运会
  - 2004年 雅典 - 6,952分 - 金牌
- 世界田径锦标赛
  - 2003年 巴黎 - 7,001分 - 金牌
  - 2005年 赫尔辛基 - 6,887分 - 金牌
  - 2007年 大阪 - 7,032 - 金牌
- 欧洲田径锦标赛
  - 2002年 慕尼黑  - 6,542分 - 金牌
  - 2006年 哥德堡 - 6,740分 - 金牌
- 世界青年田径锦标赛
  - 2000年 圣地亚哥 - 6,056分 - 金牌
  - 2002年 京斯敦 - 6,470分 - 金牌
- 欧洲青年田径锦标赛
  - 2001年 格罗塞托 - 6,022分 - 金牌

### 跳远
- 世界室内田径锦标赛
  - 2004年 布达佩斯 - 6.92米- 铜牌
- 欧洲U23田径锦标赛
  - 2003年 比得哥什 - 6.86米 - 金牌
  - 2005年 埃尔福特- 6.79米 - 金牌

### 五项全能
- 世界室内田径锦标赛
  - 2003年 伯明翰市 - 4,933分 - 金牌
- 欧洲室内田径锦标赛
  - 2002年 维也纳 - 4,535分 - 铜牌
  - 2005年 马德里 - 4,948分 - 金牌
  - 2007年 伯明翰市 - 4,944分 - 金牌

## 个人最好成绩
| 项目      | 室内     | 室外       |
| --------- | -------- | ---------- |
| 4 x 100米 |          | 43.61 秒   |
| 4 x 400米 |          | 3:31.28 分 |
| 60米      | 7.40 秒  |            |
| 60米栏    | 8.19 秒  |            |
| 100米     |          | 11.48 秒   |
| 100米栏   |          | 13.15 秒   |
| 200米     | 24.12 秒 | 22.98 秒   |
| 400米     | 53.25 秒 | 53.17 秒   |
| 800米     |          | 2:08.89 分 |
| 七项全能  |          | 7,001 分   |
| 跳高      | 1.93 米  | 1.94 米    |
| 标枪      |          | 50.96 米   |
| 跳远      | 6.92 米  | 6.97 米    |
| 五项全能  | 4,948 分 |            |
| 铅球      | 14.48 米 | 15.05 米   |
| 三级跳    |          | 13.87 米   |